# Diáspora africana

Mapa da diáspora africana ao redor do mundo

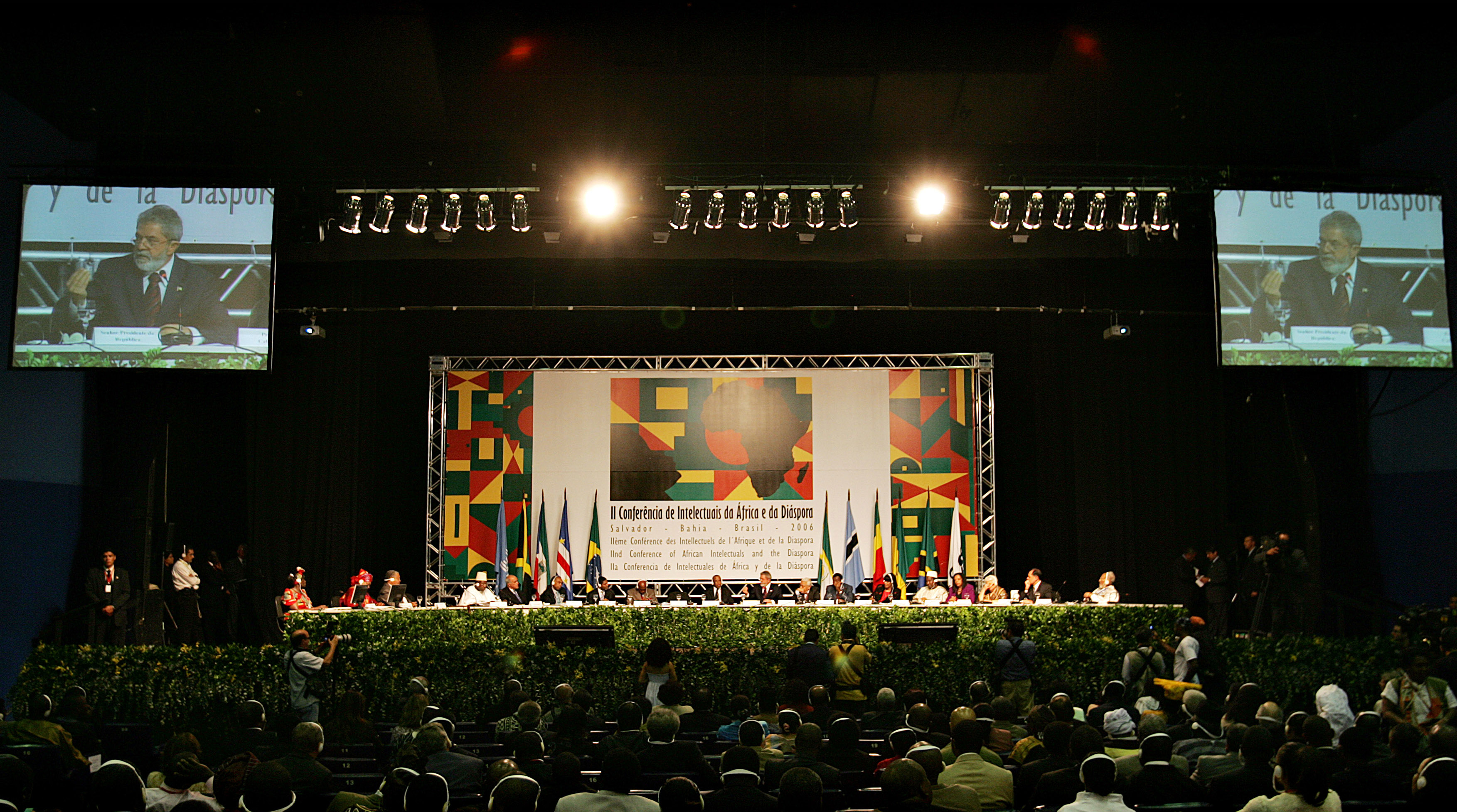
Presidente Luiz Inácio Lula da Silva Abre a 2ª Conferência de Intelectuais da África e da Diáspora, realizada de 11 a 15 de julho de 2006, Salvador, Bahia, Brasil.

Diáspora africana — também chamada de Diáspora Negra — é o nome que se dá ao fenômeno sociocultural e histórico que ocorreu em países além do continente africano devido à imigração forçada, por fins escravagistas mercantis que penduraram da Idade Moderna ao final do século XIX, de africanos (em especial africanos de pele escura chamados pela cultura ocidental de negros ou afrodescendentes).
Contraste ao fomentado por interesses exploratórios, dominativos pelo arrefecimento do poder alheio ou etnocêntricos — internos ou externos — que se manifestam nas guerras de tribo e na anomia reais e estereotipadas do continente africano em si, na América e no território geral de influência passada ou contemporânea do Ocidente onde houve das colônias mercantilistas à base de escravos ao segregacionismo de oportunidades racista científico ocorreu um inverso.
Destituídos do que lhes conferia identidade quando escravizados, muitos negros da época da escravatura — privados que fossem das condições objetivas de prosperar na própria sociedade, do respeito como seres humanos e da chance de constituir família — se uniram por meio desse desatino, no perseguido ritualístico festivo e cerimonial na surdina das senzalas ou no sentimento libertário de revolta que acontecia no sul do que deu origem aos Estados Unidos, criando o que se pode equivaler a uma cultura afrolocal não necessariamente sectária mas — pouco raro via critério que foge às convenções comuns de institucionalidade — instituída.
O termo foi criado por historiadores, movimentos civis e descendência de ex-escravos recentes. A existência do fenômeno foi fortemente evidenciada pela luta da esquerda norte-americana em defesa do direito de minorias demográficas e sociais. Além disso, a queda do apartheid político, na África do Sul, também trouxe visibilidade à diáspora. Surgiram ainda ações afirmativas, de caráter compensatório e de novas tendências, que iam do "Black is Beautiful" até o consagrar de atletas, personalidades da mídia e artistas de pele morena ou preta no grande público.

## Definições
A União Africana definiu a diáspora africana como "[consistindo] de  pessoas de origem africana vivendo fora do continente, independentemente da sua cidadania e nacionalidade e que estão dispostos a contribuir para o desenvolvimento do continente e a construção da União Africana. "Seu ato constitutivo, declara que ela deve convidar e incentivar a plena participação da diáspora Africana como uma parte importante do nosso continente, no edifício da União Africana."
Entre 1500 e 1900, aproximadamente quatro milhões de africanos escravizados foram transportados para as plantações de ilhas no Oceano Índico, cerca de oito milhões foram enviados para países da zona do Mediterrâneo, e cerca de 11 milhões sobreviveram ao tráfico negreiro para o Novo Mundo. Seus descendentes são encontrados ao redor do globo. Devido a casamentos mistos e assimilação genética, somente que seja descendente da diáspora africana não é inteiramente autoevidente.
Populações da diáspora africana fora da África sub-equatorial incluem:
- Afro-americanos, Afro-caribenhos, Afro-latino-americanos e Afro-canadenses - Descendentes de escravos da África Ocidental trazidos para o Estados Unidos, o Caribe, e América Latina durante o comércio de escravos do Atlântico.
- Zanje - Descendentes dos escravos Zanje cujos antepassados foram trazidos para o Oriente Médio e outras partes da Ásia durante a tráfico de escravos árabes.[2]
- Sidis - Descendentes dos escravos Zanje cujos antepassados foram trazidos para o subcontinente indiano (Paquistão e Índia). Também referido como os macrani no Paquistão.

## Estimativa da população e distribuição
| Continente / Pais              | População     | Afrodescendentes    | população   |
| Caribe                         | 39.148.115    | 73,2%               | 28.671.508  |
| ------------------------------ | ------------- | ------------------- | ----------- |
| Haiti                          | 8.924.553     | 97,5% (90% negro)   | 8.701.439   |
| República Dominicana           | 9.507.133     | 91,5% (81% negro)   | ???         |
| Cuba                           | 11.423.925    | 35,00% ( 35% negro) | 3.998.374   |
| Jamaica                        | 2.804.332     | 97,4% (77% negro)   | 2.731.419   |
| Trindade e Tobago              | 1.047.366     | 58,00%              | 607.472     |
| Porto Rico                     | 3.958.128     | 8,00%               | 316.650*    |
| Bahamas                        | 307.451       | 85,00%              | 261.333     |
| Barbados                       | 281.968       | 90,00%              | 253.771     |
| Antilhas Neerlandesas          | 225.369       | 85,00%              | 191.564     |
| Santa Lúcia                    | 172.884       | 82,5%               | 142.629     |
| São Vicente e Granadinas       | 118.432       | 85,00%              | 100.667     |
| Ilhas Virgens                  | 108.210       | 79,70%              | 86.243      |
| Granada                        | 90.343        | 95,00%              | 81.309      |
| Antígua e Barbuda              | 78.000        | 94,90%              | 63.000      |
| Bermudas                       | 66.536        | 61,20%              | 40.720      |
| São Cristóvão e Neves          | 39.619        | 98,00%              | 38.827      |
| Ilhas Caimão                   | 47.862        | 60,00%              | 28.717      |
| Ilhas Virgens Britânicas       | 24.004        | 83,00%              | 19.923      |
| Turcas e Caicos                | 26.000        | 34,00%              | 18.000      |
| Europa                         | 190.856.462   | 2,1%                | 4.017.583   |
| França                         | 62.752.136    | 3,0%                | 3.000.000   |
| Reino Unido                    | 60.609.153    | 1,9% (inc. parcial) | 2.015.400   |
| Itália,                        | 60.448.163    | 2,3%                | 1.600.000   |
| Espanha                        | 40.397.842    | 1,3%                | 505.400     |
| Países Baixos                  | 16.491.461    | 1,8%                | 300.000     |
| Portugal                       | 10.605.870    | 2,0%                | 201.200     |
| Rússia                         | 141.594.000   | 0,12%               | 400.000     |
| Polónia                        | 38.082.000    | 0,0%                | 4.500       |
| Irlanda                        | 4.339.000     | 1,1%                | ???         |
| América do Sul/América Central | 425.664.476   | 27,3%               | 116.206.402 |
| Belize                         | 301.270       | 31,00%              | 93.394      |
| Guatemala                      | 13.002.206    | 2,00%               | 260.044     |
| El Salvador                    | 7.066.403     | < 0,01%             | 0*          |
| Honduras                       | 7.639.327     | 2,00%               | 152.787     |
| Nicarágua                      | 5.785.846     | 9,00%               | 520.726     |
| Costa Rica                     | 4.195.914     | 3,00%               | 125.877     |
| Panamá                         | 3.292.693     | 14,00%              | 460.977     |
| Colômbia                       | 50.013.674    | 9,34%               | 4,671,160   |
| Venezuela                      | 26.414.815    | 10,00%              | 2.641.481   |
| Guiana                         | 770.794       | 36,00%              | 277.486     |
| Suriname                       | 475.996       | 47,00%              | 223.718     |
| Guiana Francesa                | 199.509       | 66,00%              | 131.676     |
| Brasil                         | 212.583.750   | 10,2% (exc. pardos) | 20.656.458  |
| Equador                        | 13.927.650    | 3,00%               | 417.830     |
| Peru                           | 29.180.899    | 3,00%               | 875.427     |
| Bolívia                        | 9.247.816     | 1,1%                | 108.000     |
| Uruguai                        | 3.477.778     | 4,00%               | 139.111     |
| Paraguai                       | 6.831.306     | < 0,1%              | 0*          |
| Chile                          | 16.454.143    | < 0,1%              | 0*          |
| Argentina                      | 40.677.348    | < 0,1%              | 0*          |
| América do Norte               | 440.244.038   | 11,8%               | 39.264.514  |
| Estados Unidos                 | 298.444.215   | 12,90%              | 38.499.304  |
| Canadá                         | 33.098.932    | 2,7%                | 783.795     |
| México                         | 108.700.891   | < 1,00%             | 103.000     |
| Oceania                        |               |                     |             |
| Austrália                      | 21.000.000    | 0,9% (inc. parcial) | 248.605     |
| África subsariana              | 770.300.000   | 99%                 | 767.000.000 |
| Fora da África                 | 5.821.000.000 | 2.,9%               | 168.879.165 |
| Total                          | 6.581.000.000 | 14,2%               | 936.384.565 |

## Diáspora africana - população
| Posição | País                 | População             |
| ------- | -------------------- | --------------------- |
| 1/2     | Estados Unidos       | 46.320.743            |
| 1/2     | Brasil               | 20.656.458            |
| 3       | Colômbia             | 9.452.872             |
| 4       | Haiti                | 8.701.439             |
| 5       | República Dominicana | 7.985.991             |
| 6       | Itália               | 3.220.000             |
| 7       | França               | 3.000.000             |
| 8       | Jamaica              | 2.731.419             |
| 9       | Venezuela            | 2.641.481 – 6.999.926 |
| 10      | Reino Unido          | 2.080.000             |
| 11      | Cuba                 | 1.126.894             |
| 12      | Peru                 | 875.427               |
| 13      | Canadá               | 783.795               |
| 14      | Equador              | 680.000               |
| 15      | Trinidad e Tobago    | 610.000               |
| 16      | Nicarágua            | 520.786               |